# Vengeurs secrets
Les Vengeurs secrets (« Secret Avengers » en version originale) sont une équipe de super-héros appartenant à l’univers Marvel de la maison d'édition Marvel Comics. L'équipe apparaît en 2006 au cours du crossover Civil War.

## Historique de la publication
Leurs aventures sont publiées dans la série New Avengers (en France dans le magazine Marvel Icons par Marvel France puis dans Iron Man à partir de juillet 2012).
En 2010, faisant suite à la fin du story-arc Dark Reign, une série Secret Avengers écrite par Ed Brubaker fut lancée. Elle concerne une autre équipe portant le même nom mais composée de membres différents (Captain Steve Rogers puis Œil-de-Faucon, l’Agent 13, Captain Britain, le Fauve, Giant-Man, l’Homme-Fourmi, le robot Human Torch, la Valkyrie, Venom, la Veuve Noire, et War Machine). Secret Avengers a été publiée en France dans Marvel Stars puis dans Hulk à partir de juillet 2012. On le retrouve aussi dans Marvel Deluxe.

## Les résistants

### Origines
À l'origine, les membres étaient des Vengeurs ou des alliés, et formaient l'équipe clandestine des Vengeurs composée par Captain America au cours de la Guerre civile. Tous ces héros étaient en désaccord avec le Super Hero Registration Act, loi soutenue par Tony Stark et le gouvernement, visant à recenser tous les métahumains. 
Les Vengeurs Secrets opéraient depuis une dimension parallèle créée par le Docteur Strange. L'entrée se trouvait dans la maison abandonnée de ce dernier.
Lors de la bataille finale entre pro-enregistrement et rebelles, Captain America se livra aux autorités et ses complices se cachèrent. À la suite de leur défaite face aux pro-recensement, les Vengeurs Secrets restèrent des hors-la-loi. Ils aidèrent pourtant le gouvernement à découvrir et repousser une invasion lancée par des Skrulls. Ce conflit provoqua la dissolution du SHIELD, la fuite de Tony Stark considéré alors comme un terroriste, et la nomination à son poste de Norman Osborn. Captain America fut par la suite assassiné par le mercenaire Crossbones.
Osborn tenta à plusieurs reprises de capturer les héros, sans réel succès. 

### Membres
- Luke Cage / Power Man (leader)
- Stephen Strange / Docteur Strange
- Jessica Drew / Spider-Woman
- James « Logan » Howlett / Wolverine
- Peter Parker / Spider-Man
- Danny Rand / Iron Fist
- Tyrone Johnson et Tandy Bowen/ La Cape et l’Épée
- Clint Barton, sous l'identité de Ronin

## Les espions

### Origines
Lors du siège d’Asgard qu'il organisa avec Loki, Norman Osborn dévoila son vrai visage et les Vengeurs Secrets rejoignirent Thor pour défendre Asgard contre les Dark Avengers, les Thunderbolts et les équipes fédérales corrompues de l’Initiative. Le HAMMER fut démantelé, et Osborn emprisonné. Les Vengeurs Secrets n'avaient plus de raison d'être et ils retrouvèrent tous un statut de héros, libres et non coupables aux yeux de la loi.
C'est Captain America, revenu d'entre les morts, qui devint le nouveau Directeur de la Sécurité nationale. En contrepartie de son action publique, il mit secrètement en place une équipe hétéroclite, baptisée elle aussi les Vengeurs Secrets, chargés d'intervernir dans des conflits de toutes sortes, de manière officieuse.

### Membres
- Sharon Carter
- Natasha Romanoff / la Veuve Noire
- Brunnhild / la Valkyrie
- Eric O’Grady / l’Homme-Fourmi
- Marc Spector / Moon Knight
- Hank McCoy / Le Fauve

De visite sur Terre, Nova / Richard Rider fut aussi membre pendant une courte période avant de repartir dans l'espace.
Quand Steve Rogers décida de s'investir plus au sein des Vengeurs, il enrôla Captain Britain et Œil-de-Faucon qui reprit son poste de leader. Il sélectionna aussi l'Agent Venom et Jim Hammond, la première Torche Humaine.